# Andreas Albrecht
Andreas Christoph Albrecht (California, 3 de junio de 1927-26 de septiembre de 2002) fue un químico físico estadounidense.

## Biografía
Nació en California y creció en Washington D. C., Baton Rouge y Viena. Su padre era un antropólogo alemán. Estudió química en la Universidad de California en Berkeley, donde conoció a Genia Solomon, quien más tarde se convertiría en su esposa. Completó sus estudios en 1950. La pareja se mudó al estado de Washington para realizar estudios de posgrado. Ambos obtuvieron doctorados en 1954 de la Universidad de Washington, el suyo en química con WT Simpson y el de ella en bioquímica. Posteriormente, el y su esposa se trasladaron a Cambridge, Massachusetts, para trabajar como investigadores postdoctorales. Su supervisor postdoctoral fue Walter H. Stockmayer en el Instituto de Tecnología de Massachusetts.
En 1956 se mudaron a Ithaca, Nueva York para que pudiera convertirse en instructor en la Universidad Cornell. Posteriormente fue ascendido a profesor asistente (1957), profesor asociado (1962) y profesor titular (1965) de química física.

## Investigación
Es más conocido por su trabajo sobre la teoría de las intensidades de dispersión Raman de la resonancia. Desarrolló dos de los métodos principales para analizar patrones de mejora Raman. El primero de ellos es el método de suma de estados, desarrollado en los años sesenta. Después del desarrollo del método competitivo de paquetes de ondas dependientes del tiempo por parte de Lee y Heller, el grupo de Albrecht desarrolló la teoría de la transformación de la mejora de la resonancia Raman.
Otros desarrollos de investigación notables de su grupo de investigación incluyen la espectroscopia de lentes térmicos y el concepto de modos de vibración moleculares locales.

## Premios y reconocimientos
Tuvo muchos logros y perteneció a muchas sociedades científicas. También tuvo varias cátedras invitadas. En 1986 recibió el Premio Polychrome Corporation en Fotoquímica de la Academia de Ciencias de Nueva York, en 1988 la Medalla Lippincott y en 1990 el Premio Earle K. Plyler de la Sociedad Estadounidense de Física. En 1992 ingresó en la Academia Estadounidense de Artes y Ciencias. Después de su fallecimiento se le dedicó un número especial en The Journal of Physical Chemistry A.